# L̦
Cette page contient des caractères spéciaux ou non latins. S’ils s’affichent mal (▯, ?, etc.), consultez la page d’aide Unicode.
L̦ (minuscule : l̦), appelé L virgule souscrite, est un graphème qui était utilisé dans l'écriture du nénètse et du same.
Il s'agit de la lettre L diacritée d'une virgule souscrite.
Il est utilisé en letton, mais dans la pratique les caractères codés pour L cédille sont utilisés pour le représenter pour des raisons techniques historiques. Ce dernier a sa cédille remplacée par une virgule souscrite dans plusieurs fontes adaptées au letton.

## Utilisation

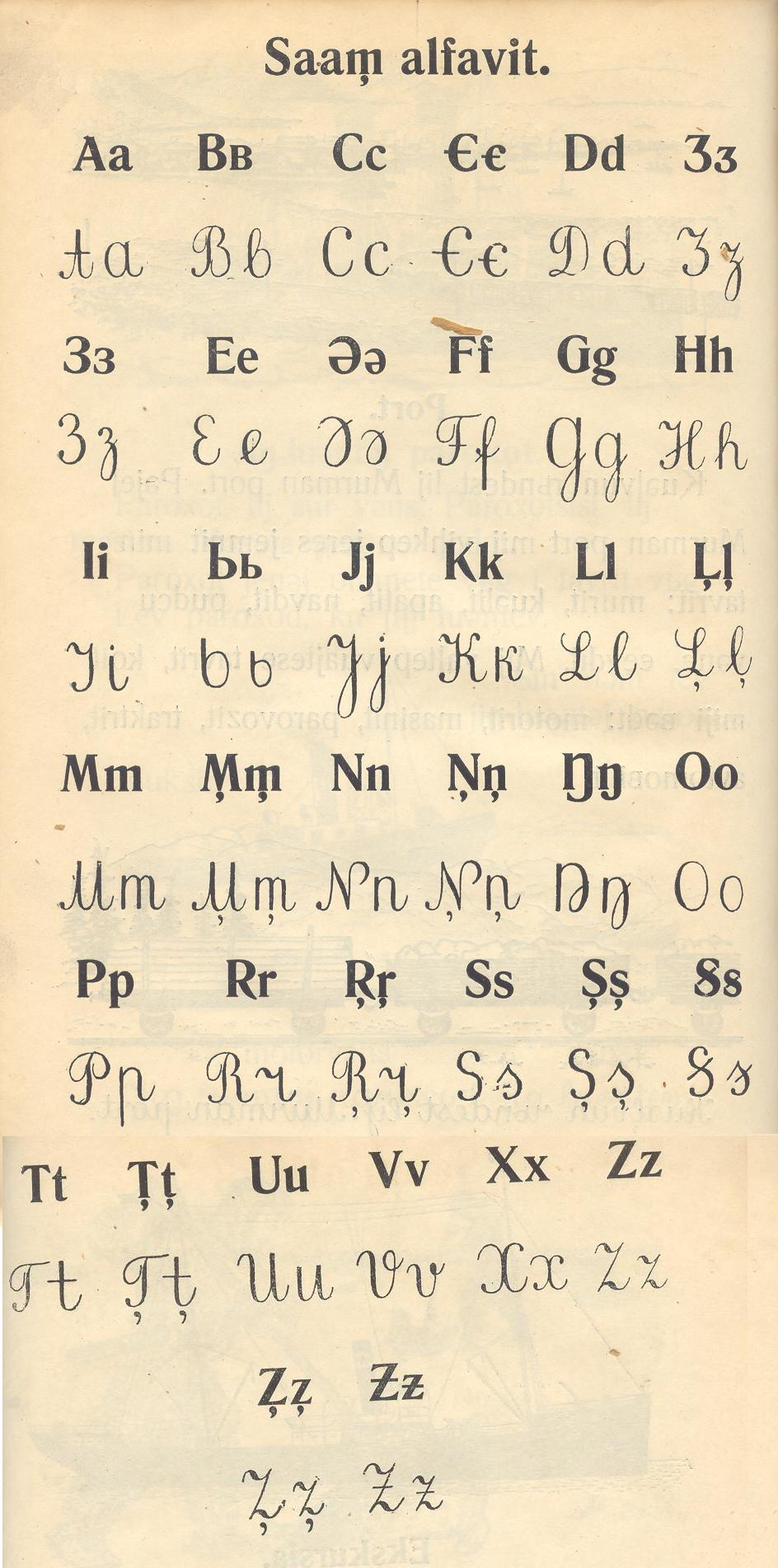
Alphabet same de 1933 utilisant le L virgule souscrite.

### Nénètse
En nénètse, le L virgule souscrite ‹ L̦, l̦ › était utilisé dans l’alphabet latin de 1931 pour représenter la consonne spirante latérale alvéolaire voisée palatalisée : /lʲ/.

## Représentations informatiques
Le L virgule souscrite peut être représenté avec les caractères Unicode suivant :
- décomposé (latin de base, diacritiques) :

| formes    | représentations | chaînes de caractères | points de code | descriptions                                            |
| --------- | --------------- | --------------------- | -------------- | ------------------------------------------------------- |
| capitale  | L̦               | L◌̦                    | U+004C U+0326  | lettre majuscule latine l diacritique virgule souscrite |
| minuscule | l̦               | l◌̦                    | U+006C U+0326  | lettre minuscule latine l diacritique virgule souscrite |